# Vaz/Obervaz
Vaz/Obervaz (rätoromanisch Vaz ⓘ, deutsch Obervaz [ˈoːbərˌfat͡s]) ist eine politische Gemeinde im Schweizer Kanton Graubünden. Die Gemeinde Vaz/Obervaz, die zur Region Albula gehört, umfasst die Dörfer Lain, Muldain, Zorten, Lenzerheide und Valbella sowie die Weiler Nivagl, Fuso, Trantermoira, Sporz, Tgantieni, Sartons und Creusen. Die Fraktion Obersolis liegt jenseits der Albula auf der südlichen Seite der Schinschlucht und ist postalisch Tiefencastel zugehörig.

## Geographie

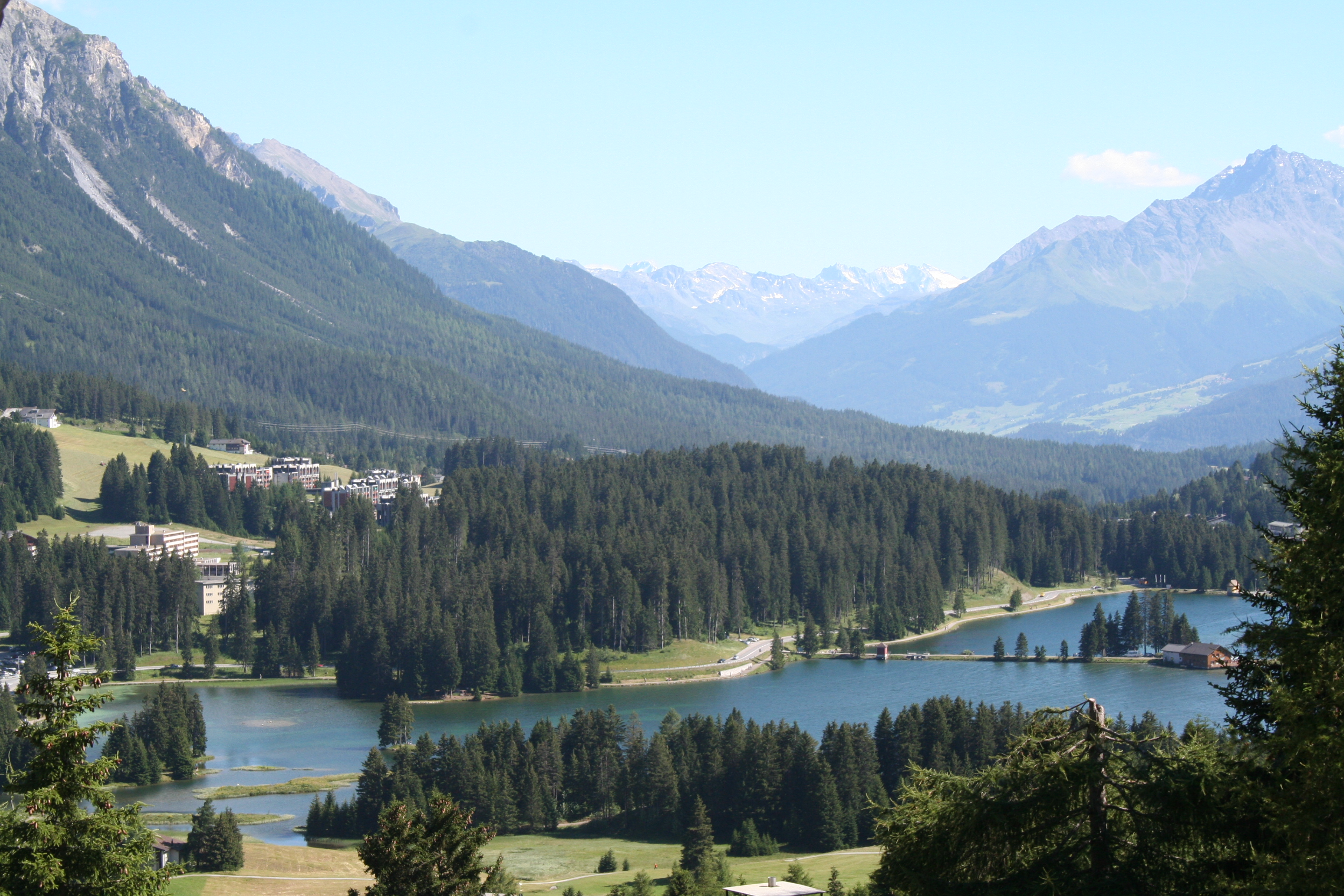
Das Hochtal von Lenzerheide

Luftbild aus 500 m von Walter Mittelholzer (1925)

Ein eigentliches Dorf mit dem Namen Vaz/Obervaz existiert nicht. Landläufig werden die Stammfraktionen Lain, Muldain und Zorten als Obervaz bezeichnet.
Das Gebiet der Gemeinde Vaz/Obervaz erstreckt sich in nordsüdlicher Richtung von Parpan bis Alvaschein bzw. Lantsch/Lenz und in ostwestlicher Richtung von der Bergkette des Parpaner Rothorns zu den ausgedehnten Alpweiden des Piz Scalottas, Piz Danis und Stätzerhorns. Am Südhang des Crap la Pala fällt das Gelände steil gegen die tief eingeschnittene Schlucht der Albula ab. Entsprechend gross sind die Höhendifferenzen innerhalb der Gemeinde: auf knapp 700 m ü. M. liegt der tiefste Punkt in der Schinschlucht, 2865 m erreicht der höchste Punkt am Parpaner Rothorn. Das Gemeindegebiet wird vor allem durch den Heidbach entwässert.
Die Stammfraktionen liegen auf durchschnittlich 1200 m, der Kurort Lenzerheide mit dem Heidsee auf rund 1500 m. Die ganze Gemeinde umfasst eine Fläche von 4245 ha, womit Vaz/Obervaz eine der grössten Gemeinden des Kantons Graubünden ist. Die eigentliche produktive Fläche beträgt rund 3000 ha, davon entfallen 730 ha auf die landwirtschaftlichen Nutzflächen. Die Gemeinde Vaz/Obervaz liegt in der Region Surmeir.

## Geschichte

### Frühes Mittelalter
Nachweisbar besiedelt war Obervaz zur Zeit der Karolinger (750–910). Das Inventar der fränkischen Krongüter in Churrätien von 831 erwähnt die Fraktionen Lain, Muldain und Zorten mit der damaligen Kirche. Ausgrabungen im Bereich der alten Pfarrkirche St. Donat in Zorten brachten unter anderem auch römische Einzelfunde zum Vorschein und eine frühmittelalterliche Saalkirche mit hufeisenförmiger, rechteckig hintermauerter Apsis aus der Zeit um 650 n. Chr.

### Hochmittelalter
Die Gemeinde Vaz/Obervaz ist ein Teil des Nachlasses der Freiherren von Vaz. Dieses bedeutende Dynastengeschlecht ist urkundlich nachweisbar von 1135 bis 1338. Zweifellos waren die Freiherren von Vaz eines der mächtigsten Adelsgeschlechter im Alpenraum. Einer Urkunde aus dem Jahre 1253 kann entnommen werden, dass sie auch im deutschen Linzgau ausgedehnte Ländereien besassen. Es wird erwähnt, dass die Freiherren von Vaz in der Umgebung Salems von insgesamt 28 Ortschaften den Zehnten bezogen. Dieser Besitz im Bodenseeraum hat die Frage nach einer möglichen süddeutschen Herkunft der Freiherren von Vaz aufgeworfen. Unabhängig davon geht Jürg Muraro davon aus, dass die Freiherren von Vaz die Rechtsnachfolger jenes Azzo sind, dessen Benefizium im karolingischen Reichsguturbar erwähnt wird.
In Graubünden besassen die Freiherren von Vaz neben ihrem Hauptsitz in Nivagl und später der Burg Belfort Rechte an gut 25 Burgen, von Neu-Aspermont in der Herrschaft bis Jörgenberg im Oberland, von Ortenstein am Ausgang des Domleschgs bis nach Splügen. Die beiden bedeutendsten Vertreter der Dynastie waren Walter der Vierte und Donat von Vaz. Donat hinterliess zwei Töchter, Kunigunde, verheiratet mit Friedrich von Toggenburg, und Ursula, welche nach dem Tode des Vaters Rudolf von Werdenberg Sargans heiratete. Die Hinterlassenschaft des letzten Freiherren ging somit an diese beiden adeligen Häuser über.

### Obervaz im Gotteshausbund
Im Jahre 1456 wurde Vaz/Obervaz durch Loskauf eine selbständige Gerichtsgemeinde im Gotteshausbund. Sie setzte sich aus vier Squader (Vierteile) zusammen, zu denen auch Stierva und Mutten gehörten. Der Bischof von Chur sowie Schams und Obervaz kauften 1456 das Erbe der Ursula von den verarmten Grafen von Werdenberg Sargans für 3600 Gulden. Obervaz bezahlte für sein Gebiet 600 Gulden, ungefähr 11 000 Franken.

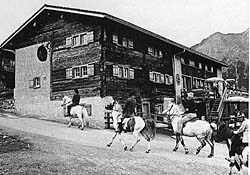
Haus im Weiler Sporz

In den nächsten Jahrhunderten wird die Gerichtsgemeinde sukzessive demokratischer und freiheitlicher, einzig die Bündner Wirren (1618–1639) führten sie kurzfristig zurück in einen Zustand der fehlenden Rechtssicherheit, des Leidens, materieller Schäden, Verschuldungen und wirtschaftlichen Ruins. Die Nachkriegszeit ist geprägt durch Kompetenzprobleme zwischen Politik, Bistum und einheimischer Justiz, durch Streitigkeiten um Waldnutzungsrechte und um Gemeindegrenzen. Ganz charakteristisch sind in diesem Zusammenhang die Streitigkeiten zwischen den Vazern, den Churwaldnern und Parpanern um Nutzungsrechte auf der Alp Stätz, welche 1487 mit der Erschlagung von zwölf Hirten der Gegenpartei durch die Vazer ihren Höhepunkt erreichten und erst im Jahre 1788 durch Pachtverträge erledigt werden konnten.
Die grösste Not ist aus der Zeit der Bündner Wirren überliefert. 1629 wurde durch die Söldnerheere Erzherzog Leopolds die Pest eingeschleppt. Sie erfasste grosse Teile Graubündens und raffte in vielen Talschaften den Grossteil der Bevölkerung hinweg. So verödete das Walserdorf Schall hinter dem Piz Danis vollständig und ist seither bloss noch Maiensäss. Als die Pest 1642 die Gemeinde erneut heimsuchte, soll die gesamte ansässige Bevölkerung bis auf zwölf Familien der Seuche zum Opfer gefallen sein.

### Wirtschaftlicher und kultureller Aufschwung in der Barockzeit

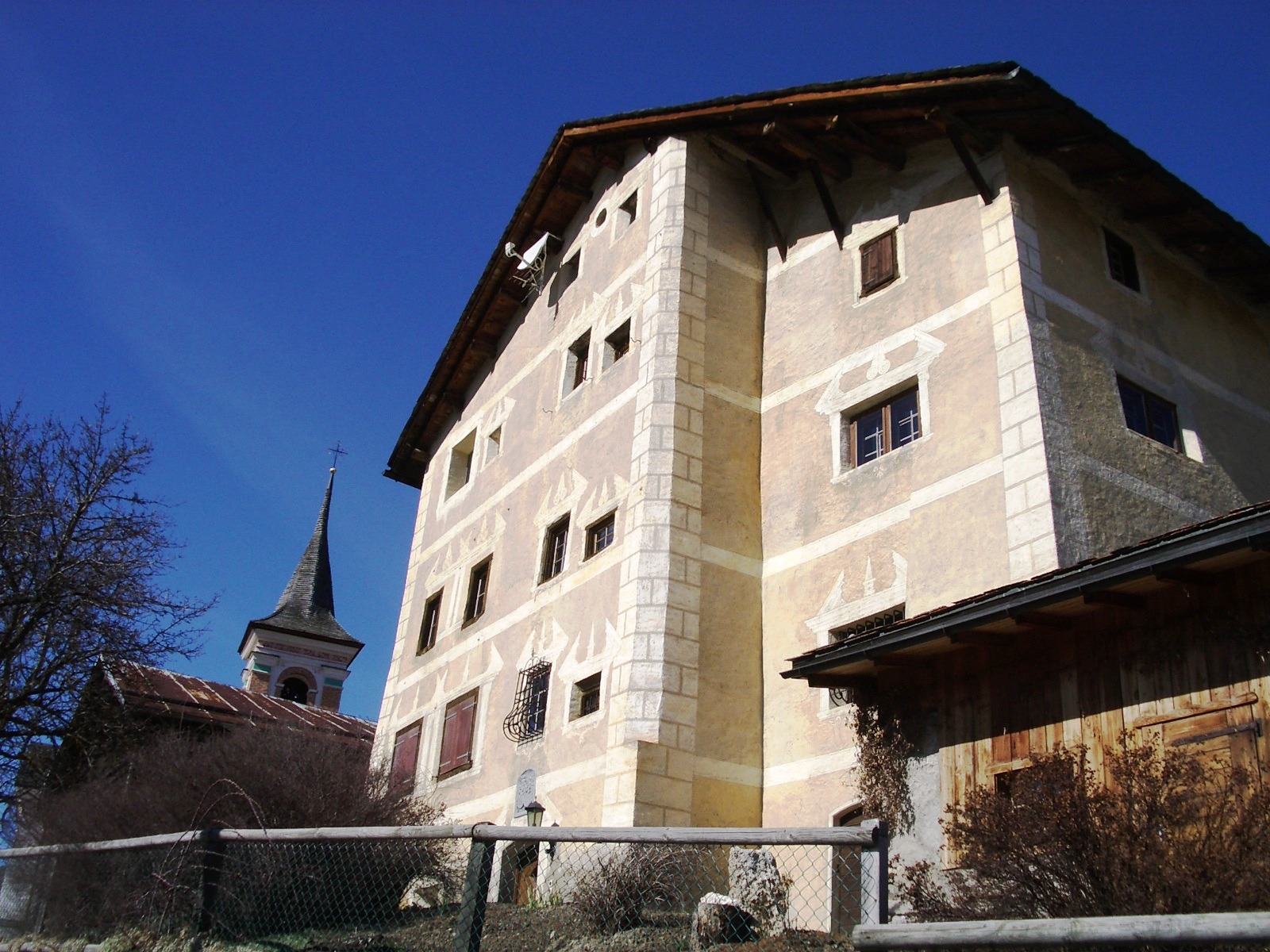
Das Junkerhaus in Muldain ist das historisch bedeutsamste Haus in der Gemeinde Vaz/Obervaz.

Das Ende der Bündner Wirren und die Wiederherstellung der Bündner Herrschaft im Untertanengebiet Veltlin führten zu einem wirtschaftlichen und kulturellen Aufschwung. Innerhalb weniger Jahrzehnte wurden mehrere Patrizierhäuser und drei barocke Kirchen (Muldain 1673, Lain 1678, Solis 1688) gebaut. 1663 übernahmen die Kapuziner die Seelsorge in der weitläufigen Pfarrei. Mit der Unterstützung der Patrizierfamilien de Florin, Beeli, de Cadusch und de Bergamin setzten sie die Beschlüsse des Konzils von Trient um und erneuerten die Volksfrömmigkeit. Der Einfluss der Kapuziner zeigt sich auch in der Anzahl geistlicher Berufungen. J. J. Simonet listet 1921 in seiner Geschichte der Pfarrei Obervaz 65 Obervazer (51 Weltpriester und Ordensmänner) und Obervazerinnen (14 Ordensschwestern) auf, die im Zeitraum von 1597 bis 1921 eine geistliche Laufbahn einschlugen.

### Auswanderung
Die Zeit vom 16. bis zum 19. Jahrhundert war vor allem von der Auswanderung geprägt. Viele junge Männer zogen in fremde Kriegsdienste. Angehörige der lokalen Oberschicht bekleideten Offiziersränge und erhielten nach jahrzehntelangem Dienst eine ansehnliche Pension. Nach der Auflösung der Schweizerregimenter fanden junge Männer und Frauen ein Auskommen als Zuckerbäcker, Cafétier, Kaufleute, Ladendiener, Hausangestellte. Um 1859 befanden sich rund 13 % der erwerbstätigen Bevölkerung im europäischen Ausland und in Übersee. Triest, Udine, Capodistria, Modena, Paris, Bordeaux und Hamburg zogen am meisten Obervazer an.

### Zuwanderung
Ende des 18. und Anfang des 19. Jahrhunderts liessen sich mehrere Ostschweizer (Altherr, Eugster) und Tiroler (Krismer, Pfiffner, Moser, Kollegger) zunächst als Hintersassen oder Tolerierte in der Gemeinde nieder. Während die Altherr, Eugster, Krismer und Pfiffner bald mit der romanischen Dorfbevölkerung verschmolzen, verlief die Integration der Moser und Kollegger langsamer. Obwohl sie Mitte des 19. Jahrhunderts im Zuge der Umsetzung des eidgenössischen Gesetzes betreffend die Heimatlosigkeit das Obervazer Bürgerrecht erhielten, blieben sie noch längere Zeit marginalisiert, was vor allem bei den Moser mit ihrer Erwerbstätigkeit zusammenhing. Mehrere Jahrzehnte lebten sie im Raum Canols (Valbella), wo sie für die Gemeinden Obervaz, Parpan und Churwalden den Wasenmeisterdienst versahen. Da sie ihren Lebensunterhalt nicht allein mit dieser Arbeit bestreiten konnten, zogen sie als Hausierer durch die Ostschweiz. Wegen ihrer halbsesshaften Lebensweise bezeichnete man sie als Vaganten. Der Begriff Jenisch wurde ihnen später von aussen auferlegt und war in Romanischbünden nicht geläufig. Die Romanen verwendeten Berufsbezeichnungen wie cutsch (Wasenmeister) oder parler (Kesselflicker).

### Gründung des Armen- und Waisenhauses Casa Son Duno
Nachdem mehrere Versuche zur Gründung eines Armen- und Waisenhauses gescheitert waren, unternahm Landammann und Grossrat Joh. Fidel Rischatsch-Bläsi 1893 einen erneuten Anlauf, indem er der Gemeinde seine Haushälfte in Zorten mit der Auflage schenkte, darin ein Armen- und Waisenhaus einzurichten. Die Schenkung stiess zunächst auf geteilte Zustimmung. Nachdem die Gemeinde wenig später aber auch die andere Haushälfte von Luzius und Maria Ursula Brügger-Jochberg erwerben konnte, wurde das Haus als Casa Son Duno 1894 eröffnet. Damit konnte die Not der armen Bevölkerungsschichten etwas gelindert werden.

## Wappen
| Wappen von Vaz/Obervaz | Blasonierung: «In Silber (Weiss) unter rotem Schildhaupt, belegt mit vier silbernen, sechsstrahligen Sternen, ein aufrechter schwarzer, rot bewehrter Steinbock»           |
| Wappen von Vaz/Obervaz | Der Steinbock aus dem Gemeindesiegel weist auf die Zugehörigkeit zum Gotteshausbund hin, die Sterne auf die vier Gemeindefraktionen Lain, Lenzerheide, Muldain und Zorten. |

## Bevölkerung

### Einwohnerschaft
| Jahr      | 1735 | 1775 | 1819 | 1850 | 1888 | 1900 | 1910 | 1920 | 1930 | 1941 | 1950 | 1960 | 1980 | 1990 | 2000 | 2010 | 2020 |
| Einwohner | 554  | 614  | 750  | 886  | 768  | 913  | 965  | 1337 | 1411 | 1489 | 1568 | 2003 | 2067 | 2311 | 2691 | 2612 | 2802 |

Bis 1900 lebte der sesshafte Teil der Bevölkerung fast ausschliesslich von der Landwirtschaft und war über Jahrhunderte hinweg in seiner Grösse beinahe konstant.
Die in Obervaz heimatberechtigten Moser und Kollegger waren grösstenteils auf Hausierreise und beeinflussten deshalb die Bevölkerungsstatistik kaum. Immerhin verzeichnete das Todesregister in der Zeitspanne 1892 bis 1905 neben 115 Landwirten je zwei Geschirrhändler und Hausierer und einen Glockengiesser.
Noch heute leben viele Nachkommen der Familien Moser und Kollegger in der Gemeinde und bekleiden auch öffentliche Ämter. Andere Zweige leben in der ganzen Schweiz verstreut, viele davon in den Städten St. Gallen, Zürich und Basel. Nach wie vor leben, mittlerweile allerdings mehrheitlich im Mittelland, etliche der «Vazer Jenischen» im Wohnwagen und gehen ihren traditionellen Gewerben nach.
In der ganzen Schweiz wurde während langer Zeit der Begriff Vazer als Synonym für «Jenische» oder «Zigeuner» verwendet. Der einen Landstreicher mimende Schauspieler Zarli Carigiet gab diesem Irrtum singender Weise mit dem Spruch «i bi vo Vaz und kumma vo Vaz und bi au z Vaz dahaima» zusätzliche Verbreitung.

### Sprachen
| Sprachen in Vaz/Obervaz |                   |                   |                   |                   |                   |                   |
| Sprachen                | Volkszählung 1980 | Volkszählung 1980 | Volkszählung 1990 | Volkszählung 1990 | Volkszählung 2000 | Volkszählung 2000 |
| Sprachen                | Anzahl            | Anteil            | Anzahl            | Anteil            | Anzahl            | Anteil            |
| Deutsch                 | 1297              | 62,75 %           | 1728              | 74,77 %           | 2209              | 82,09 %           |
| Rätoromanisch           | 594               | 28,74 %           | 368               | 15,92 %           | 243               | 9,03 %            |
| Italienisch             | 66                | 3,19 %            | 52                | 2,25 %            | 49                | 1,82 %            |
| Einwohner               | 2067              | 100 %             | 2311              | 100 %             | 2691              | 100 %             |

In der Gemeinde Vaz/Obervaz wird Rätoromanisch und Deutsch gesprochen. Das in der Gemeinde gesprochene Rumantsch da Vaz ist eine lautliche Varietät des Surmiran. Charakteristische Laute sind "oi" wie in "moir" (Surmiran "meir", dt. Mauer), "eu" wie in "neus" (Surmiran "nous", dt. wir) und stimmhaftes "sch" wie in "schantar" (Surmiran "giantar", dt. Mittagessen). Die aus dem Tirol und der Steiermark eingewanderten Moser und Kollegger verwenden im Familienkreis vereinzelt lautliche Varietäten und Ausdrücke aus der Ostschweiz, dem Tirol und aus der jenischen Sprache. 2,16 % der Wohnbevölkerung nannte bei der Erhebung im Jahr 2000 Portugiesisch als Muttersprache, was somit die dritthäufigste der amtlich erhobenen Sprachen der Gemeinde nach Deutsch (82,09 %) und Rätoromanisch (9,03 %) ist.
Der Niedergang des Romanischen ist dramatisch. Sprachen 1880 noch 92,0 % und 1910 noch 83,24 % der Bewohner Surmiran, waren es 1941 bloss noch 55,8 %. Seit 1960 haben die Deutschsprachigen die relative, seit 1980 die absolute Mehrheit an der Bevölkerung. Heute ist Deutsch alleinige Amtssprache, Romanisch wird in den Behörden aber teilweise noch verwendet. Die Entwicklung seit 1980 zeigt nebenstehende Tabelle.

### Religionen/Konfessionen

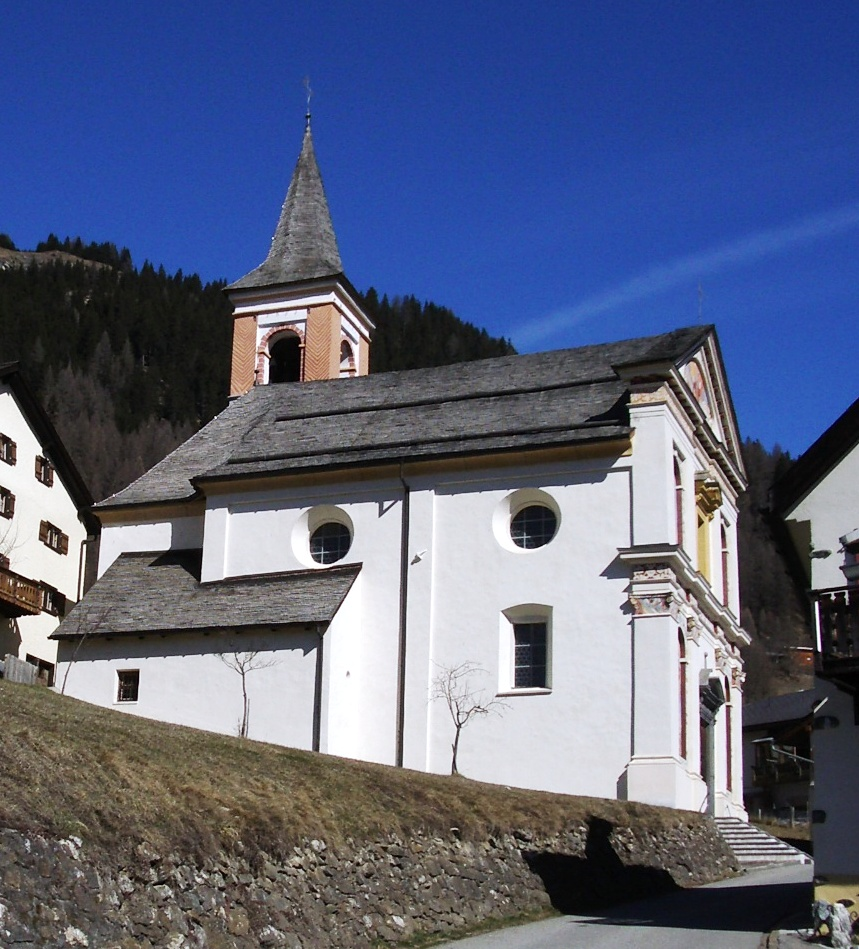
Die 1508 erstmals erwähnte Kirche St. Luzius in Lain wurde 1678–1680 in barockem Stil neu gebaut

Die Bevölkerung der Gemeinde ist mehrheitlich katholisch. Die reformierte Kirchgemeinde hat rund 700 Mitglieder.
In der Gemeinde Obervaz stehen acht katholische Kirchen sowie die reformierte Kirche Lenzerheide. Seit der Einweihung der Maria Goretti-Kirche in Valbella am 24. Juli 1977 steht in allen Fraktionen der Gemeinde Obervaz eine Kirche. Obersolis hat ein kleines Wallfahrtskirchlein.

### Herkunft/Nationalität
Während langer Zeit war die Gemeinde ausschliesslich von Rätoromanen besiedelt. Seit der Mitte des 19. Jahrhunderts besitzen auch die aus dem Tirol und der Steiermark eingewanderten Mmini|oser und Kollegger verbriefte Bürgerrechte in Obervaz. Im Jahr 2002 betrug der Ausländeranteil der Wohnbevölkerung 13,5 %.

## Politik
Der Gemeinderat ist die Legislative und besteht aus 15 Mitgliedern. Dessen Präsident wird jeweils für ein Jahr gewählt. Der Gemeinderat entscheidet über den Erlass einer Geschäftsordnung, die Schaffung neuer Beamtungen und den Erlass von nicht allgemein verbindlichen Verordnungen. Er genehmigt die Jahresrechnung und das Budget und setzt den Steuerfuss fest. Er ist im Weiteren zuständig für die Genehmigung von Nachtragskrediten bis zu 500'000 Franken und von Bauprojekten der Gemeinde. Er wählt die Gemeindekommissionen für drei Jahre.
Der Gemeindevorstand ist die Exekutive. Er besteht aus dem Gemeindepräsidenten und vier weiteren Mitgliedern. Er ist die Verwaltungs- und Polizeibehörde der Gemeinde und wählt das Personal der Gemeindeverwaltung.

## Tourismus

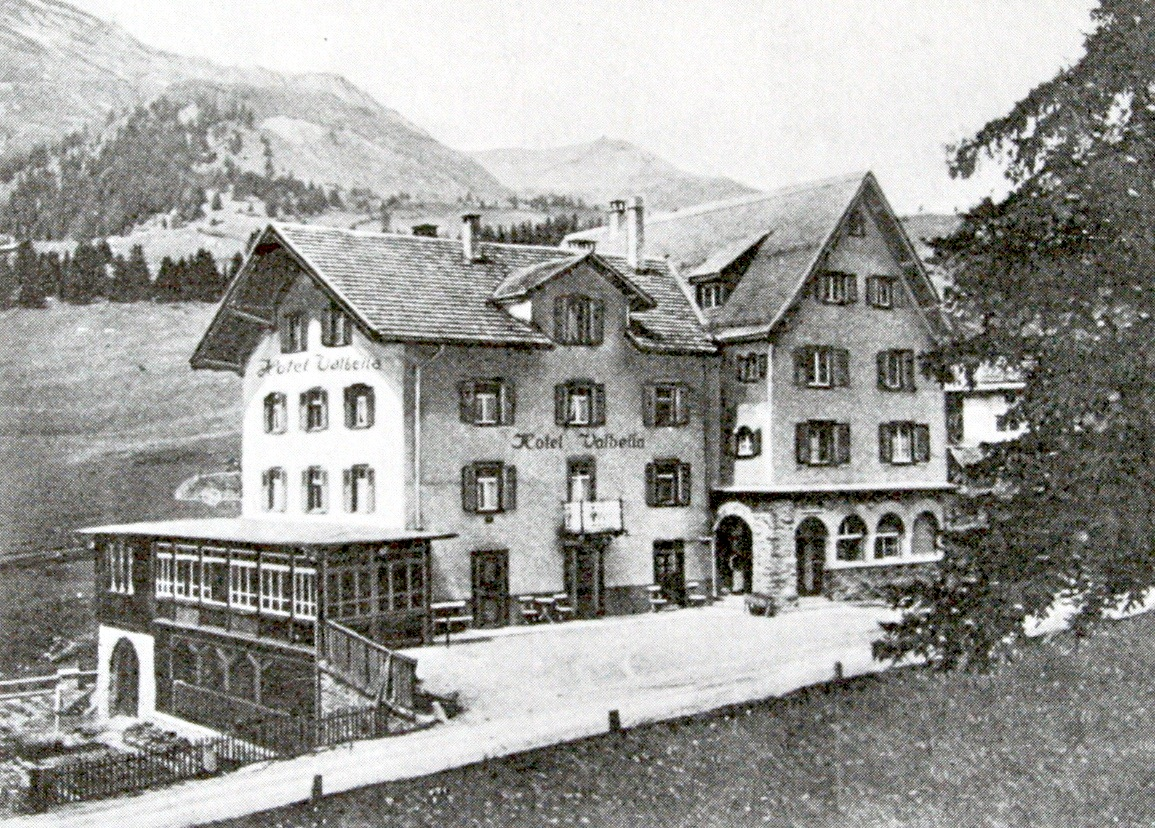
Posthotel Valbella, 1910

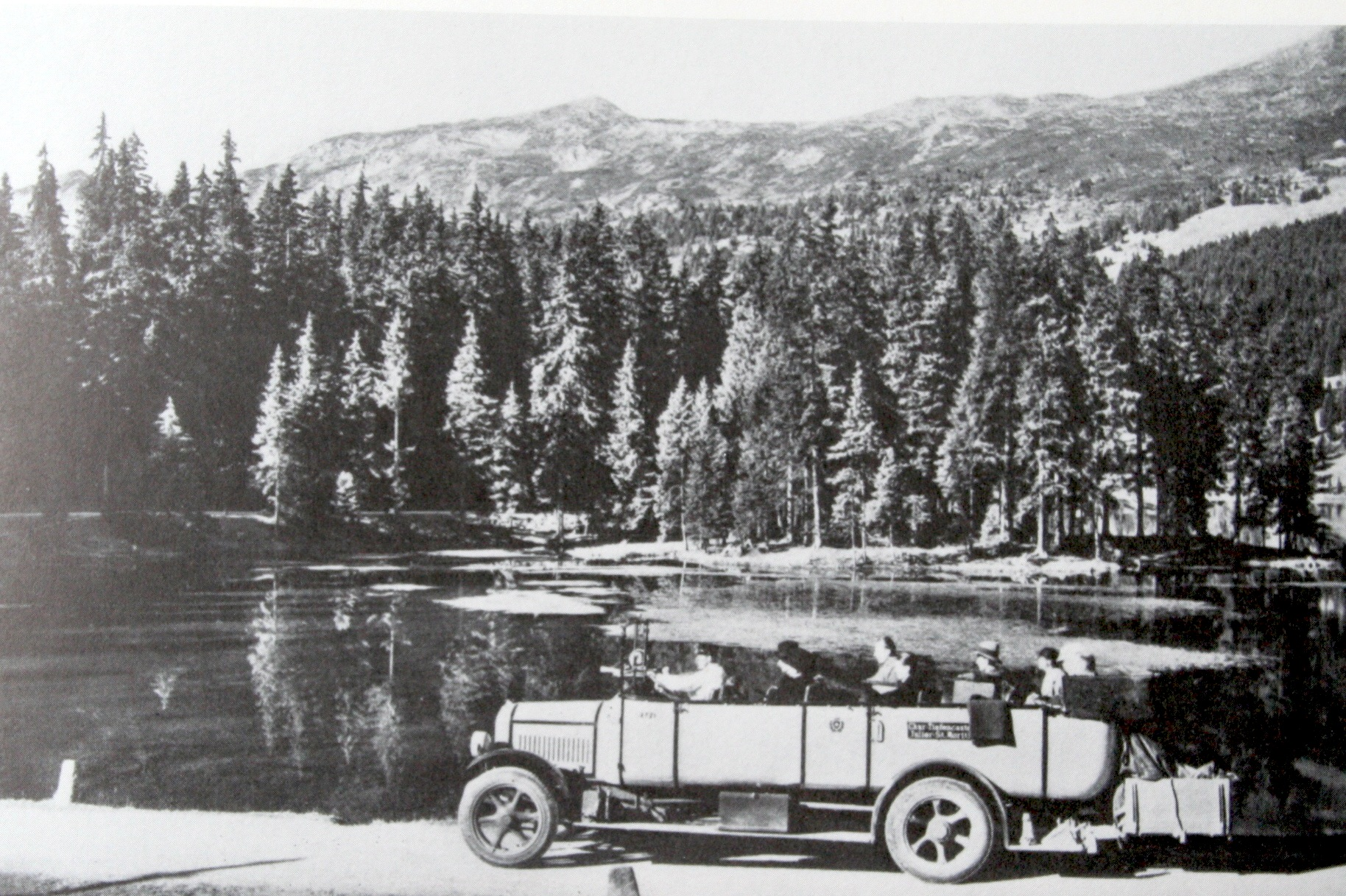
Postauto vor dem Heidsee, 1920

Seit den 1860er-Jahren wurde das Maiensässgebiet der Lenzerheide von Botanikern und Insektenkundlern besucht. Der 1865 von Johann Wilhelm Coaz massgeblich angeregte Bau des Stätzerhornwegs führte auch Churwaldner und Parpaner Hotelgäste ins Hochtal und in das 1854 erbaute Wirtshaus am Marktplatz. In den 1870er-Jahren zeigten sich dann auch Maiensässbesitzer in Lai und Canols offen für den aufstrebenden Fremdenverkehr, und es kam zu einer ersten Bautätigkeit: Heidsennerei (1874), Pension Waldhof (1876), Sommervilla Margreth (1879), Hotel Kurhaus (1882), Stauung Heidsee und Bau Insel-Châlet (1882), Kirche San Carlo (1886), Hotel Lenzerhorn (1888). Wohlhabende Churer erwarben Grundstücke und erbauten erste Sommervillen: Apotheker Heuss (1885), Weber (1885), Furger (1891), Decurtins (1894 & 1896). Erst mit dem Bau des Grand Hotel Kurhaus im Jahr 1898 schaffte die Lenzerheide den Anschluss an die grösseren Bündner Kurorte.
Das Aufkommen des Wintersports brachte weiteren Schwung. 1903 wurde der erste reguläre und erfolgreiche Skikurs auf der Lenzerheide durchgeführt. Die ebenfalls erfolgreiche Wiederholung im darauffolgenden Jahr machte die Lenzerheide schlagartig als hervorragendes Skigebiet bekannt. Die in den folgenden Jahren erfreuliche Zunahme der Logiernächte hatte den Bau weiterer Hotels zur Folge, und kontinuierlich wurde die touristische Infrastruktur aufgebaut. Der Beginn der touristischen Erschliessung ist markiert durch den Bau der Schlittenseilbahn (Funi) von Val Sporz nach Tgantieni im Jahre 1936. Die Funi war eine Einrichtung, bei der zwei Schlitten an einem Zugseil wie bei einer Standseilbahn gegenläufig hinauf und hinunter fuhren. Eine Funi war wohl kostengünstiger als ein Skilift oder gar eine Standseilbahn, sie brauchte keine Geleise oder Masten, und die Seile konnten im Frühling eingerollt werden. Dafür musste jeder Schlitten einen Schlittenführer (Steuermann) haben, und der Betrieb war natürlich von einer ausreichenden Schneedecke abhängig.
Die Lenzerheide Bergbahnen AG zählt heute zu den grössten Bergbahnunternehmungen in Mittelbünden. Das Transportangebot umfasst dreizehn verschiedene Anlagen auf beiden Talseiten mit einer Förderleistung von über 8000 Personen pro Stunde. Die Gesamtlänge der Pisten aller Schwierigkeitsgrade beträgt rund 158 km. Seit dem Winter 2013/14 ist das Skigebiet Lenzerheide Teil der Wintersportarena Arosa Lenzerheide.

## Sehenswürdigkeiten
- Katholische Filialkirche Sankt Johann Baptist[11]
- Katholische Filialkirche Sankt Luzius[12]
- Burg Nivagl (siehe auch: https://www.herrschaftvonvaz.ch/die-freiherren-von-vaz/)
- Haus Kessler (Chasa Kessler)
- Haus Veuta (Tgea Veuta)
- Junkerhaus
- Soleval Ferienzentrum[13]

## Kulturelles
Das Ortsmuseum Vaz/Obervaz steht bei der Kirche in Zorten. Es ist von Anfang Juli bis Ende Oktober und Mitte Dezember bis Ostern geöffnet. Das alte Pfarrhaus in Zorten wurde Anfang der achtziger Jahre in ein Ortsmuseum umgebaut. Ziel der Gemeinde war es, alte, wertvolle Gegenstände zu zeigen, welche das Leben der Bewohner geprägt und Geschichte geschrieben haben. Die Sammlung umfasst im Wesentlichen: landwirtschaftliche Gebrauchsgegenstände, Gegenstände früherer Handwerker, diverse Gegenstände der Dorfkultur, sakrale Gegenstände der lokalen Kirchen, die wiederinstandgestellte Dorfmühle, eine Maiensässküche, eine Webstube, die Geschichte der Freiherren von Vaz und die Sala Parpan mit vielen Skulpturen von Ferdinand Parpan. Überdies zeigt das Museum die Anfänge der modernen Sportentwicklung. Eine Sammlung alter Plakate und Postkarten dokumentiert den Wandel vom stillen Hochtal zur modernen Ferienregion.
Unter dem Namen Kultur am Pass «KAP» finden das ganze Jahr über kulturelle Anlässe vom klassischen Konzert über Rock ’n’ Roll zu Theater und Comedy statt.
Am 1. März ist Chalandamarz. Dieser Brauch geht auf die Zeit zurück, da die Römer die Herrschaft über Rätien innehatten. Der heidnische Brauch, den die Vorfahren zur Vertreibung der bösen Geister feierten, wird an vielen Orten Romanischbündens gepflegt, die Art der Durchführung ist jedoch von Ort zu Ort verschieden. Die Schuljugend der Gemeinde veranstaltet einen Umzug mit dekorierten Wagen, als Sennen kostümierten Kindern, Schellen-Geläut. In den Restaurants wird gesungen. Details und Bilder sind auf der Website der Dorfschule zu finden.
Die Vereinsliste der Gemeinde-Website weist im Jahr 2004 55 Vereine auf. Unter ihnen die Theatergesellschaft Obervaz, die Trachtengruppe Obervaz und die Jungmannschaft Obervaz (Unieun da schuantetna Vaz).
In Obervaz wird in den Vereinen noch hauptsächlich Romanisch gesprochen. Die Vereine haben eine wichtige Funktion für die Wahrung und Weitergabe der romanischen Kultur und des romanischen Kulturgutes
In Vaz/Obervaz spielt die Sage vom Flintenzauber.

## Musik
Die Musikgesellschaft Obervaz-Lenzerheide hat einen sehr grossen Stellenwert im musikalischen und gesellschaftlichen Leben der Gemeinde Vaz/Obervaz. Mit ihrem langjährigen Dirigenten Luzi Anton Margreth hat sie nicht nur im Kanton, sondern schweizweit und international zahlreiche Preise erhalten für die hohe Qualität ihrer Vorträge. Im Jahre 2006 hat Luzi Anton Margreth, damals 82-jährig, den Kulturpreis der Gemeinde Vaz/Obervaz für seine Verdienste um die Blasmusik erhalten. Teil der Musikgesellschaft ist die Jugendmusik Obervaz-Lenzerheide.
Der Männerchor Obervaz hat für das kulturelle und gesellschaftliche Leben in der Gemeinde ebenfalls einen sehr grossen Stellenwert. Wie im Blasmusikverein sind auch viele Junge im Chor vertreten. Das Liederrepertoire umfasst insbesondere romanische Lieder. Im "Chor da donna Vaz" singen die Frauen aus Obervaz. Im Kirchenchor San Carlo sind Sängerinnen und Sänger aus den Fraktionen Obervaz, Lenzerheide und Valbella engagiert. Der im Kanton ebenfalls bekannte Chor «Viril Alvra» umfasst hauptsächlich Sänger aus dem Bezirk Albula. Das «Aelplerchörli Obervaz» tritt an volkstümlichen Festen in der Gemeinde auf. Noch jung und wenig bekannt ist die eher kommerziell aufgestellte Gruppe Schwyzerörgelifründe «Töbelifätzer», welche 1995 von den Obervazern Jon und Jos Kollegger gegründet worden war.

## Persönlichkeiten
- Remigius Deflorin, Bischöflicher Obervogt und Erbauer des Junkerhauses
- Hilarius Rischatsch, Bezirksarzt, 1849 nach Dubuque (USA) ausgewandert
- Jakob Fidel Margreth, Unternehmer in Udine, nach seiner Rückkehr Wohltäter der Gemeinde
- Elisabeth Candrian-de Florin, Kaffeesiederin in Mailand
- Johann Jakob Simonet, Domsextar und Historiker
- Paul Kollegger, Klarinettist und Komponist
- Luzi Bergamin, Klarinettist und Komponist
- Toni Cantieni, Nationalrat und Präsident der Lia Rumantscha
- Heini Hemmi, ehemaliger Skirennfahrer (lebt in Valbella)
- Silvano Beltrametti, ehemaliger Skirennfahrer (lebt in Valbella)